# ألفريد تاينيتسر
ألفريد تاينيتسر (بالألمانية: Alfred Teinitzer)‏ (مواليد 29 يوليو 1929) هو لاعب كرة قدم. يلعب مع منتخب النمسا لكرة القدم. سبق له أن لعب في كأس العالم لكرة القدم مع منتخب بلاده.

## روابط خارجية
- ألفريد تاينيتسر على موقع قاعدة بيانات كرة القدم.إي يو (الإنجليزية)
- ألفريد تاينيتسر على موقع عالم كرة القدم.نت (الإنجليزية)